# Choćmirowo
Choćmirowo (deutsch Alt Gutzmerow, slowinz. Stẩṷrė Ꭓʉ̀ɵ̯cmjirɵvɵ) ist ein Dorf im Powiat Słupski der polnischen Woiwodschaft Pommern.

## Geographische Lage
Das Dorf liegt in Hinterpommern, etwa 25 Kilometer östlich der Stadt Ustka (Stolpmünde), sieben Kilometer südöstlich des Garder Sees und zwölf Kilometer südwestlich des Lebasees.

## Geschichte
Das früher Olden Gutzmerow genannte Rittergut war einst der Stammsitz der Familie Gutzmerow gewesen, seit diese in Hinterpommern aufgetreten war. 1517 brachte es die Familie Reckow in ihren Besitz.
1575 war  Alt Gutzmerow ein Lehen der Familie Wobeser. Nachdem es in den Besitz der Familie Stojentin gelangt war, wurde es 1764 an Wilhelm Gottfried  Graf von Werssowitz verkauft. Um 1784 gab es in Alt Gutzmerow ein Vorwerk, drei Bauern, einen Kossäten, einen Schulmeister und insgesamt acht Haushaltungen. Im 19. Jahrhundert wurde das Gut an bürgerliche Käufer (Hans Jakob Scheunemann 1780–1857)  veräußert, und es wurde ein Bauerndorf daraus. 1925 standen in dem Dorf 13 Wohnhäuser.
Vor 1945 gehörte das Dorf Alt Gutzmerow zum Amtsbezirk Bandsechow im Landkreis Stolp, Regierungsbezirk Köslin, der Provinz Pommern des Deutschen Reichs. Im Jahr 1939 betrug die Gemeindefläche 395 Hektar, und es wurden 33 Haushaltungen und 149 Einwohner gezählt.
Gegen Ende des Zweiten Weltkriegs wurde Alt Gutzmerow am 9. März 1945 von der Roten Armee besetzt und nach Beendigung der Kampfhandlungen in der Region der Volksrepublik Polen zur Verwaltung überlassen. Das Dorf wurde unter der polonisierten Ortsbezeichnung Choćmirowo verwaltet. Die Einwohner wurden von der polnischen Administration vertrieben. Nach Kriegsende wurden in der Bundesrepublik Deutschland 57 und in der DDR 62 aus Alt Gutzmerow vertriebene Dorfbewohner ermittelt.
Im Jahr 2006 hatte der Ort 41 Einwohner.